# Merrill Womach
Merrill Womach, född 7 februari 1927 i Spokane i Washington, död 28 december 2014 i Spokane, Washington, var en amerikansk gospelsångare och entreprenör. Womach grundade National Music Service som saluförde inspelad musik för begravningar.
Womach började sin sångarkarriär i ett dagligt radioprogram i Seattle. Efter att ha gift sig och bildat familj började han arbeta som kyrkomusiker på Fourth Presbyterian Church i Spokane. År 1959 började han sin affärsverksamhet som bestod av att hyra ut stereosystem och inspelad musik till begravningsbyråer.
Womach använde ett fyrsitsigt Piper-flygplan för affärsresor. År 1961 kraschade han med sitt flygplan och drabbades av svåra brännskador som gjorde honom vanställd. Läkarna gjorde 50 hudtransplantationer för att återställa Womachs ansikte och händer. Hans liv efter kraschen beskrevs i självbiografin Tested by Fire som han skrev i samarbete med bland andra sin hustru och Mel White. White gjorde även en halvtimmes dokumentärfilm, He Restoreth My Soul (1975) om Womach. Womach och hans fru Virginia skildes 1980. Han fortsatte driva sitt företag till 2006.